# マリーア・クレメンティーナ・ダズブルゴ＝ロレーナ (1798-1881)
マリーア・クレメンティーナ・ダズブルゴ＝ロレーナ（イタリア語：Maria Clementina d'Asburgo-Lorena, 1798年3月1日 - 1881年9月3日）は、両シチリア王子・サレルノ公レオポルドの妃。

## 生涯
神聖ローマ皇帝フランツ2世（のちのオーストリア皇帝フランツ1世）とその皇后マリア・テレジアの五女として、ウィーンで生まれた。ドイツ語名はマリア・クレメンティーネ・フォン・ハプスブルク＝ロートリンゲン（Maria Klementine von Habsburg-Lothringen）。パルマ女公マリア・ルイーザ、オーストリア皇帝フェルディナンド1世、ブラジル皇后マリア・レオポルディナの妹にあたる。
1816年、母の実弟で8歳しか年齢が違わない叔父にあたるレオポルド王子と結婚、4子をもうけるが、成人したのはマリーア・カロリーナただ一人であった。マリーア・カロリーナは、フランス王ルイ・フィリップの息子オマール公アンリと結婚した。1851年にレオポルドと死別後、マリーア・クレメンティーナは娘夫婦の元に身を寄せた。
1869年にマリーア・カロリーナが死去。その後も義理の息子アンリと暮らし、1881年にシャンティイ城で死去した。